# Шевченко, Валентин Николаевич
Валенти́н Никола́евич Шевче́нко (род. 5 июня 1948, Оратов, Винницкая область) — советский легкоатлет, специалист по тройному прыжку. Выступал за сборную СССР по лёгкой атлетике в 1970-х годах, обладатель бронзовой медали чемпионата Европы в помещении, победитель и призёр первенств всесоюзного значения, участник летних Олимпийских игр в Монреале. Мастер спорта СССР международного класса.

## Биография
Валентин Шевченко родился 5 июня 1948 года в селении Оратов Винницкой области Украинской ССР.
Начал заниматься лёгкой атлетикой в 1966 году. Проходил подготовку в Москве под руководством заслуженных тренеров СССР Витольда Анатольевича Креера и Игоря Арамовича Тер-Ованесяна. Состоял в добровольном спортивном обществе «Буревестник» (Москва). Окончил Московское высшее техническое училище им. Н. Э. Баумана по специальности инженера.
Впервые заявил о себе на всесоюзном уровне в сезоне 1971 года, когда в тройном прыжке выиграл бронзовую медаль на зимнем чемпионате СССР в Москве. Попав в состав советской сборной, выступил на чемпионате Европы в помещении в Софии, где с результатом 15,71 занял итоговое 11-е место.
В 1972 году с личным рекордом 16,73 завоевал бронзовую награду на чемпионате Европы в помещении в Гренобле.
В 1975 году был пятым на чемпионате Европы в помещении в Катовице (16,60), принял участие в матчевой встрече со сборной США в Киеве (16,17).
В феврале 1976 года стал серебряным призёром на зимнем чемпионате СССР в Москве, уступив только титулованному Виктору Санееву. В мае на соревнованиях в Сочи установил свой личный рекорд в тройном прыжке на открытом стадионе — 16,65 метра. В июне одержал победу на летнем чемпионате СССР в Киеве. Благодаря череде удачных выступлений удостоился права защищать честь страны на летних Олимпийских играх в Монреале — на предварительном квалификационном этапе тройного прыжка показал результат 16,15 метра, чего оказалось недостаточно для выхода в финал.
Завершил спортивную карьеру по окончании сезона 1978 года.
За выдающиеся спортивные достижения удостоен почётного звания «Мастер спорта СССР международного класса».